# Démographie de la Turquie
Cet article contient des informations sur la démographie de la Turquie, incluant, entre autres, des statistiques démographiques sur les natalités, les mortalités, les migrations ainsi que sur les groupes culturels, ethniques et religieux.

## Évolution de la population
| Année | Population (au 31 décembre) | Évolution |
| ----- | --------------------------- | --------- |
| 2013  | 76 667 864                  |           |
| 2014  | 77 695 904                  | + 1,34 %  |
| 2015  | 78 741 053                  | + 1,35 %  |
| 2016  | 79 814 871                  | + 1,36 %  |
| 2017  | 80 810 525                  | + 1,25 %  |
| 2018  | 82 003 882                  | + 1,48 %  |
| 2019  | 83 154 997                  | + 1,40 %  |
| 2020  | 83 614 362                  | + 0,55 %  |
| 2021  | 84 680 273                  | + 1,27 %  |
| 2022  | 85 279 553                  | + 0,71 %  |
| 2023  | 85 372 377                  | + 0,11 %  |

Les projections ci-dessous ont été réalisées en 2018 par l'Institut statistique de Turquie,.
| Année | Population  |
| ----- | ----------- |
| 2023  | 86 907 367  |
| 2040  | 100 331 233 |
| 2060  | 107 095 998 |
| 2080  | 107 100 904 |

## Évolution des principaux indicateurs démographiques
| Période   | Naissances annuelles | Décès annuels | Solde naturel annuel | Taux de natalité (‰) | Taux de mortalité (‰) | Solde naturel (‰) | Indice de fécondité | Taux de mortalité infantile |
| --------- | -------------------- | ------------- | -------------------- | -------------------- | --------------------- | ----------------- | ------------------- | --------------------------- |
| 1950-1955 | 1 108 000            | 431 000       | 677 000              | 48.4                 | 18.8                  | 29.6              | 6.30                | 167.4                       |
| 1955-1960 | 1 237 000            | 485 000       | 752 000              | 46.9                 | 18.4                  | 28.5              | 6.15                | 163.9                       |
| 1960-1965 | 1 328 000            | 529 000       | 799 000              | 44.3                 | 17.6                  | 26.7              | 6.05                | 160.5                       |
| 1965-1970 | 1 355 000            | 562 000       | 792 000              | 40.3                 | 16.7                  | 23.6              | 5.70                | 156.9                       |
| 1970-1975 | 1 451 000            | 564 000       | 887 000              | 38.7                 | 15.0                  | 23.7              | 5.30                | 141.3                       |
| 1975-1980 | 1 523 000            | 545 000       | 977 000              | 36.4                 | 13.0                  | 23.4              | 4.72                | 119.4                       |
| 1980-1985 | 1 579 000            | 505 000       | 1 074 000            | 33.8                 | 10.8                  | 23.0              | 4.15                | 96.7                        |
| 1985-1990 | 1 433 000            | 457 000       | 976 000              | 27.7                 | 8.8                   | 18.9              | 3.28                | 78.0                        |
| 1990-1995 | 1 419 000            | 432 000       | 987 000              | 25.1                 | 7.7                   | 17.4              | 2.90                | 63.0                        |
| 1995-2000 | 1 382 000            | 399 000       | 983 000              | 22.6                 | 6.5                   | 16.1              | 2.57                | 45.5                        |
| 2000-2005 | 1 296 000            | 373 000       | 923 000              | 19.7                 | 5.7                   | 14.0              | 2.23                | 31.4                        |
| 2005-2010 | 1 316 000            | 384 000       | 932 000              | 18.7                 | 5.5                   | 13.2              | 2.15                | 24.0                        |

### Natalité
| Année | Naissances | Taux de natalité (pour 1 000 habitants) | Indice de fécondité (enfants par femme) |
| ----- | ---------- | --------------------------------------- | --------------------------------------- |
| 2014  | 1 351 088  | 17,5                                    | 2,19                                    |
| 2015  | 1 336 908  | 17,1                                    | 2,16                                    |
| 2016  | 1 316 204  | 16,6                                    | 2,11                                    |
| 2017  | 1 300 258  | 16,2                                    | 2,08                                    |
| 2018  | 1 257 071  | 15,4                                    | 2,00                                    |
| 2019  | 1 191 709  | 14,4                                    | 1,89                                    |
| 2020  | 1 119 755  | 13,4                                    | 1,77                                    |
| 2021  | 1 085 450  | 12,9                                    | 1,71                                    |
| 2022  | 1 040 860  | 12,2                                    | 1,63                                    |
| 2023  | 961 566    | 11,3                                    | 1,51                                    |
| 2024  | 937 559    | 11,0                                    | 1,48                                    |

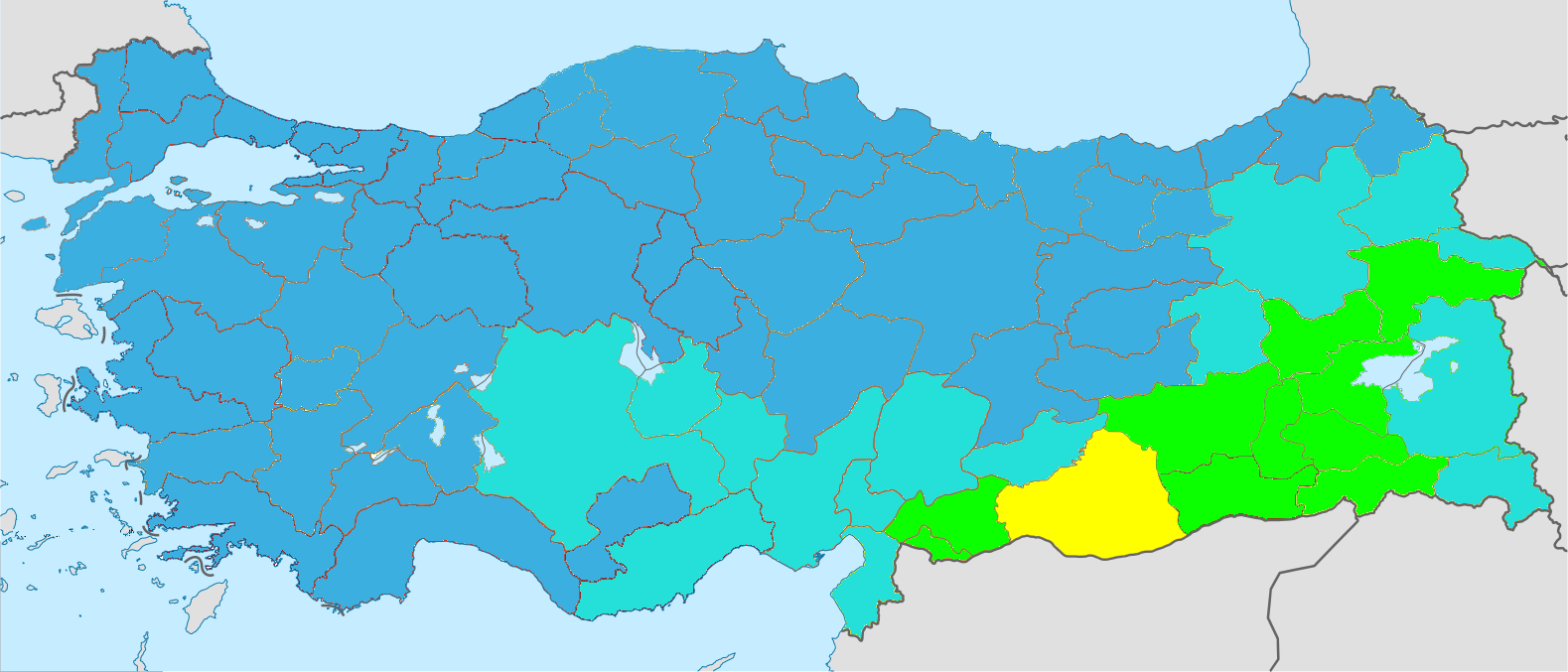
Taux de fécondité par province en 2024.
3 à 4 enfants par femme
2 à 3
1,5 à 2
1 à 1,5

Pyramide des âges en Turquie en 2017.

La province ayant le taux de fécondité le plus élevé en 2024 est Şanlıurfa avec 3,28 enfants par femme.
La baisse de fécondité entre 2001 et 2008 est notamment due à la baisse de près de 17 % du nombre des naissances dans le sud-est de la Turquie, à majorité kurde. Cette baisse est à mettre en relation avec l'augmentation de l'offre, en matière de santé, proposée par le gouvernement turc (contraception…) et le début du planning familial, inexistant jusqu’alors, dans cette région.

## Composition ethnique et religieuse
| Langues  | Recensement 1935 | Recensement 1935 | Recensement 1945 | Recensement 1945 | Recensement 1965 | Recensement 1965 |
| Langues  | Nombre           | %                | Nombre           | %                | Nombre           | %                |
| -------- | ---------------- | ---------------- | ---------------- | ---------------- | ---------------- | ---------------- |
| Turc     | 13,828,000       | 87.5             | 16,598,037       | 88.3             | 28,175,579       | 90.2             |
| Kurde    | 1,473,000        | 9.3              | 1,476,562        | 7.9              | 2,108,721        | 6.9              |
| Zazaki   | 1,473,000        | 9.3              | 1,476,562        | 7.9              | 147,707          | 0.5              |
| Arabe    | 145,000          | 0.9              | 247,204          | 1.3              | 368.971          | 1.2              |
| Grec     | 109,000          | 0.7              | 88,680           | 0.5              | 49.143           | 0.2              |
| Adyguéen | 92,000           | 0.6              | 66,691           | 0.4              | 57,337           | 0.2              |
| Ladino   | 79,000           | 0.5              | 51,019           | 0.3              | 9,124            | 0.0              |
| Arménien | 77,000           | 0.5              | 56,179           | 0.3              | 32,484           | 0.1              |
| Laze     |                  |                  | 46,987           | 0.3              | 27,715           | 0.1              |
| Géorgien |                  |                  | 40,076           | 0.2              | 32,334           | 0.1              |
| Abaza    |                  |                  | 8,602            | 0.0              | 10,643           | 0.0              |
| Autres   |                  |                  | 110,137          | 0.6              | 157,449          | 0.5              |
| Total    | 15,803,000       | 15,803,000       | 18,790,174       | 18,790,174       | 31,391,207       | 31,391,207       |

### Histoire
Durant les siècles ottomans et notamment depuis l'âge d'or de cet empire (XVIIe siècle), un système dit « des Millets » (« nations » au sens confessionnel du terme) fut mis en place : il n'y avait pas de statistiques ethniques ou religieuses à proprement parler, mais la collecte de l'impôt, notamment du haraç, a produit des registres qui nous renseignent sur la démographie de l'époque. Ce système était conforme au droit islamique, avec les notions de Dar-al-Islam (« maison de la soumission à Dieu » ou monde islamique : les musulmans), Dar-al-Ahd (maison de la trêve ou monde des soumis ou Dhimmis, des vassaux et des alliés, avec lesquels les musulmans sont en paix) et Dar-al-Harb (« maison de la guerre » ou monde ennemi avec lequel les musulmans sont en conflit). Les Millets non-musulmans s'intègrent dans le Dar-al-Ahd en tant que Dhimmis. Le premier millet : Rum milleti, reconnu dès la prise de Constantinople (1453), correspondait à l'Église orthodoxe. Le second à être reconnu, au moment de la prise de Trébizonde (1461), fut le millet arménien (millet-i sadika, « millet fidèle », avec juridiction sur tous les chrétiens d'Orient (assyriens, coptes, syriaques, catholiques et même bogomiles). Le troisième fut le millet juif, dès la fin du XVe siècle (mais sans charte officielle avant 1839). Au XIXe siècle et au début du XXe siècle, d'autres millets furent créés pour les Églises chrétiennes d'Orient, pour les uniates (un millet catholique unique reconnu par le Traité d’Andrinople de 1829, confirmé par un firman de 1830), pour les protestants (arméniens, assyriens ou arabes), mais aussi pour deux communautés juives « hétérodoxes » : les karaïms, reconnus comme millet par le sultan Abdul-Hamid en 1900, puis en Égypte en mars 1901 et les samaritains, reconnus à la fin du XIXe siècle en Palestine.
Pour sa part, la République Turque, en adoptant la laïcité le 3 mars 1924, a aboli ce système, mais pas les statistiques ethno-religieuses : jusqu'en 1965, la langue, la religion et l'ethnie sont recensées avec précision et rendues publiques. Au XXIe siècle, ces données sont toujours recueillies mais sont désormais confidentielles : il est donc impossible de donner des chiffres précis en ce qui concerne l'appartenance linguistique, ethnique et religieuse.

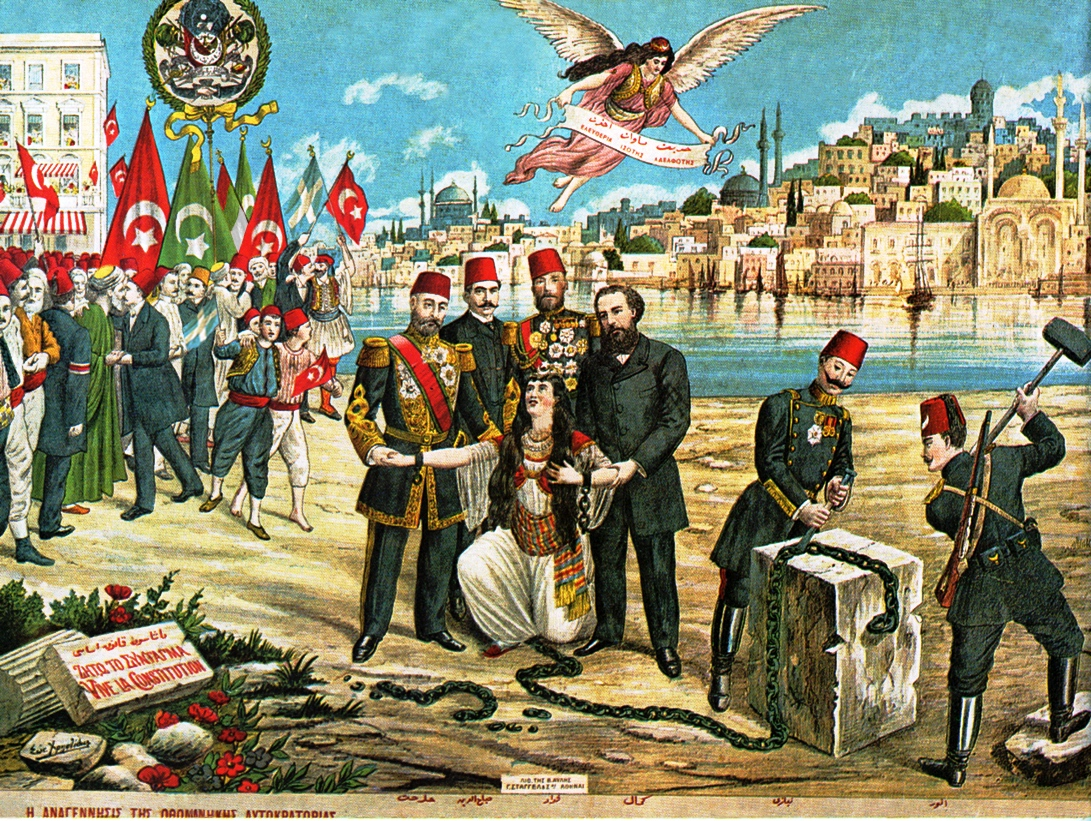
Didar-ı Hürriyet kurtarılıyor (la Liberté sauvée) : lithographie célébrant la révolution jeune-turque et représentant les sources d'inspiration du mouvement, Midhat Pacha, le prince Sabahaddin, Fuad Pacha et Namık Kemal, les chefs militaires Niyazi Bey et Enver Pacha, ainsi que le slogan « Liberté, égalité, fraternité » (hürriyet, müsavat, uhuvvet en turc, ελευθερία, ισότης, αδελφότης en grec).

Langues parlées en Turquie en 1910.

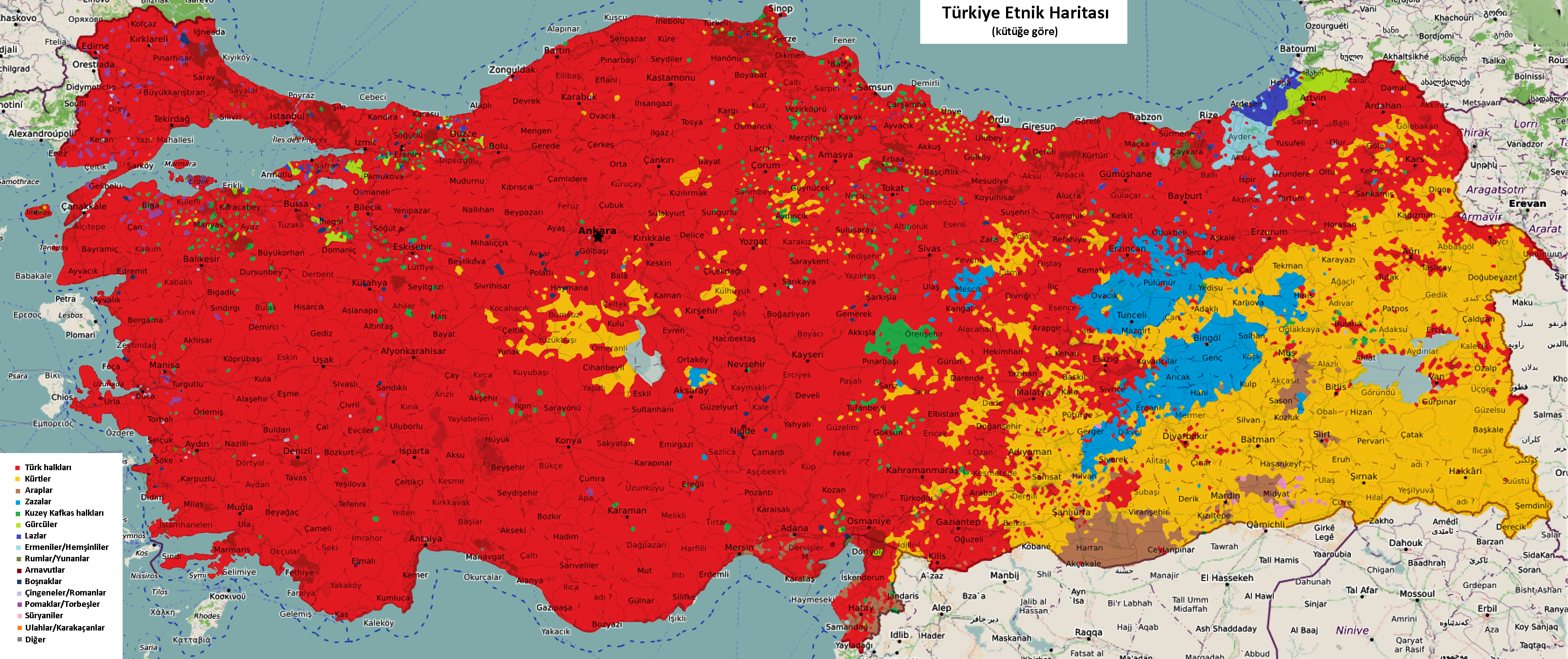
Langues parlées en Turquie en 2021.

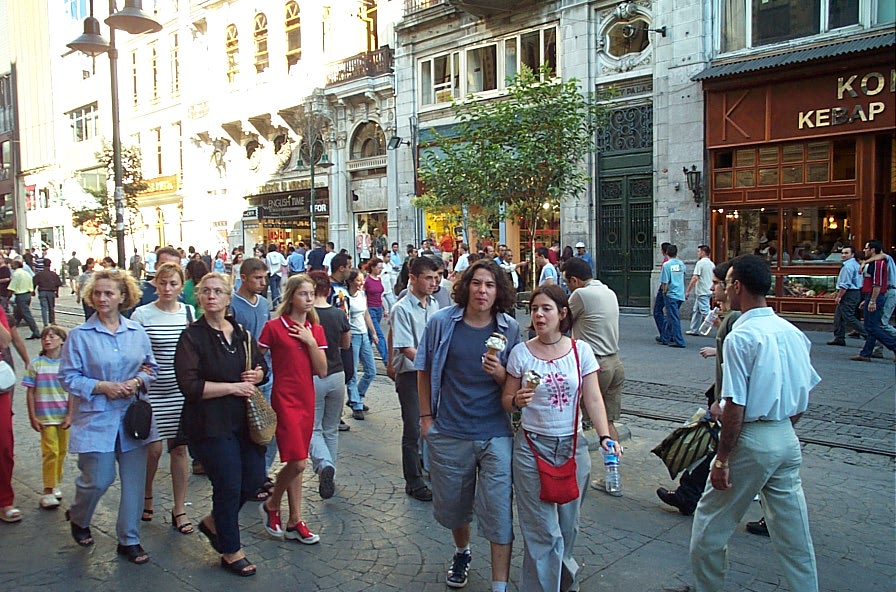
Des Turcs a Istanbul.

Par ailleurs, le nationalisme qui s'est développé dans toutes les communautés depuis le XIXe siècle au sein des « renaissances culturelles » des minorités (grecque, bulgare et autres) et de la majorité (mouvement des Jeunes-Turcs et autres réformistes, kémalisme) s'est historiquement traduit par un recul territorial de l'Empire ottoman confronté notamment à l'impérialisme russe et culminant au traité de Sèvres par une quasi-partition de la Turquie, abolie de justesse par le Traité de Lausanne (1923), mais au prix d'échanges de populations obligatoires, de sorte que les questions démographiques restent jusqu'à nos jours politiquement très sensibles et donc sujettes à manipulations selon les propagandes des uns ou des autres.
La plupart des démographes admettent ce que les nationalistes réfutent : la majorité des « Turcs d'origine turque » contemporains ne sont pas de « purs Turkmènes » venus d'Asie centrale mais descendent des populations qui vivaient depuis des siècles en Anatolie ou dans les Balkans, et qui, au fil des siècles, furent assimilées par les Ottomans en adoptant l'islam ou la langue turque ou les deux, de la même façon que les Arabes assimilèrent au Maghreb une bonne partie des populations berbères. En 1914, ce lent processus n'était toujours pas achevé en « Anatolie orientale » (Doĝu Anadolu), appellation officielle qui comprend le Kurdistan turc, le pays pontique et des régions peuplées jusqu'au génocide de 1915-1916 d'Arméniens et d'autres minorités non-turques, où vivraient encore au XXIe siècle quelques dizaines, voire centaines de milliers de musulmans arménophones (Hémichis convertis depuis le XVIIe siècle et le XIXe siècle) et hellénophones (Pontiques musulmans), ainsi que, peut-être, des crypto-chrétiens.
En outre, au cours de leur histoire, l'Empire ottoman et la République turque ont accueilli des centaines de milliers de réfugiés, tradition fort ancienne relevant du zakāt (زَكَاة) qui est l'un des « cinq piliers » de la foi musulmane :
- juifs séfarades chassés d'Espagne après 1492 ;
- réfugiés polonais et hongrois après chaque insurrection réprimée par l'Empire russe (il existe encore sur le bord du Bosphore une localité polonaise, Adampol, Polonezköy ou Polonez Köy), notamment celle de 1848[33] ;
- Russes appartenant à des communautés religieuses dissidentes persécutées pendant l'ère tsariste ou la période soviétique ;
- juifs ashkénazes fuyant les pogroms de Biélorussie, en Ukraine et en Russie ;
- juifs fuyant l'Europe sous domination nazie pendant la Shoah, avec des tragédies comme celles du Struma ou du Mefküre dont les passagers, ne disposant pas de visas britanniques pour la Palestine, étaient personæ non gratæ comme « citoyens des pays de l'Axe », et dont les navires furent coulés en mer Noire par des sous-marins soviétiques) ;
- révolutionnaires socialistes persécutés pendant l'ère tsariste, puis communistes idéalistes, trotskystes ou démocrates persécutés pendant la période soviétique ;
- réfugiés musulmans (Muhadjirs) en provenance de régions naguère dominées par des États musulmans et conquises par des États chrétiens : mudéjars espagnols de l'ancienne Al-Andalus, Tatars, Circassiens et Tchétchènes de l'Empire russe, partisans algériens d'Abdelkader ibn Muhieddine, mahdistes soudanais, Turkmènes, Kazakhs et autres peuples de langues apparentées au turc en Asie centrale fuyant l'URSS, puis quelques milliers d'Afghans, et même des Kazakhs et des Ouïghours fuyant la Chine communiste. Il y a également plus d'un million de musulmans des Balkans (Turcs, Bosniaques, Albanais, Pomaques, musulmans de Grèce ou de Bulgarie…) fuyant les nouveaux pouvoirs chrétiens depuis 1920[34]'.

Aujourd'hui, un pourcentage non négligeable de la population turque descend de réfugiés venus des Balkans, de Crimée, du Caucase ou d'autres régions européennes. De même, une partie des immigrés originaires de Turquie en Europe occidentale sont eux-mêmes issus de ces migrations, tout comme leurs homologues grecs d'ailleurs, parmi lesquels de nombreux Micrasiates et Pontiques ou leurs descendants.

### Données génétiques
L'analyse en composantes principales de plus de 500 000 génotypes de SNP confirme les données historiques : l'ascendance génétique des Turcs est à 38% européenne, 35% moyen-orientale, 18% sud-asiatique et 9% d'Asie centrale. La structure génétique dans les échantillons observés était homogène et unique.

### Aujourd'hui
Au XXIe siècle les 12 à 17 millions de Kurdes constituent la plus forte minorité du pays, sachant que selon les sources officielles et les recensements, ils ne sont pas toujours décomptés comme « Kurdes »,, mais comme « Turcs montagnards ». Ils sont locuteurs du kurmandji, du zazaki et aussi, par la scolarisation, du turc. La Turquie contemporaine compte également des minorités musulmanes, arabes (le long de la frontière syrienne), lazes, géorgiennes (chvenebures (en) ou adjares) et « réfugiées » dites muhadjires : Turcs et autres musulmans en provenance des Balkans (Albanais, Bosniaques, Gorans, Moglénites, Pomaques, Sandjakis, Tatars de Bulgarie ou de Roumanie…), du Caucase (Balkars, Karatchaïs, Circassiens, Tchétchènes…), d'Asie centrale (notamment turcophones) ou de l'Afrique orientale (notamment d'Égypte, du Soudan et de la Corne de l'Afrique qui ont eu des liens historiques avec l'Empire ottoman).
Parmi les minorités chrétiennes, il subsiste quelques milliers de descendants des rescapés du nettoyage ethnique des années 1915 à 1955 (soit du génocide arménien au pogrom d'Istanbul : l'historiographie officielle turque ne reconnaît et n'admet aucun de ces termes). Ce sont les Arméniens de Turquie, les Grecs micrasiates (dont les pontiques), les Assyriens (dont les Syriaques orthodoxes Rumlar Süryani ou catholiques Franglar Süryani) et les Chaldéens (catholiques Keldani ou nestoriens Nasturi).
Ces minorités chrétiennes n'ont cessé de s'amenuiser au fil des ans par conversion à l'islam qui leur a historiquement permis d'échapper aux génocides, massacres et autres déportations, et plus récemment aux discriminations administratives, scolaires, fiscales et foncières. Leur importance numérique est, depuis 1965, impossible à estimer objectivement, certaines sources parlant de plusieurs dizaines, voire centaines de milliers de Hémichis (musulmans de langue arménienne) et de Pontiques musulmans.
Parmi les intellectuels turcs des provinces littorales de la mer Noire, notamment celle du Pont, il y a eu ces dernières années un regain d'intérêt pour la diversité réelle des origines, pas toutes turques et musulmanes comme l'affirme la propagande officielle, qui empêche les recherches indépendantes et incite les familles, les villages et les régions qui ont vécu les génocides et massacres ethniques du passé à taire et occulter ce passé, voire à détruire les archives. Ce regain d'intérêt se manifeste par exemple par le Dictionnaire encyclopédique de la Mer Noire, basé sur les recherches du journaliste Özhan Öztürk, mais aussi les œuvres d'Ömer Asan (musulman pontique) et de Selma Koçiva (Laze musulmane), et plus récemment, en 2005, par la publication du livre Ma grand-mère de Fethiye Çetin, relatant la vie de sa grand-mère née arménienne mais orpheline adoptée par une famille musulmane après le génocide, et par la réalisation du film de Yeşim Ustaoğlu, En attendant les nuages, montrant l'histoire d'une Pontique musulmane, rescapée du massacre de sa famille après avoir été adoptée enfant par une famille turque voisine, qui retrouve dans les années 1970 ses racines en découvrant qu'elle a un frère grec émigré à Salonique (ce film n'a pas été distribué dans les cinémas turcs et les médias turcs se sont déchaînés contre ses auteurs, accusés de « trahison » comme Ömer Asan).
Au XIXe et au XXe siècles, des rumeurs ont fréquemment circulé, reprises par certains voyageurs, au sujet de l'existence de centaines de milliers de crypto-chrétiens, surtout dans des régions rurales et dans les petites villes. Les Alévis en particulier ont été considérés par certains missionnaires évangéliques comme tels, et il y a eu des projets de « reconversion », auxquels les autorités turques ont rapidement mis le holà. Selon ces rumeurs, les rescapés de l'épuration ethnique des chrétiens ottomans, profitant de l'instauration d'une république laïque, se seraient fait passer pour des Alévis afin d'échapper aux exactions. Un fait plus tangible est la survivance de certaines traditions juives, à l'instar de celles des Marranes, principalement parmi les Dönme ou Sabbatéens descendant des fidèles de Sabbataï Tsevi, qui s'était proclamé « messie » et qui évita d'être exécuté en se convertissant à l'islam en 1666.
Le tableau ci-dessous concerne la population en Turquie suivant le pays de naissance. L'écrasante majorité de la population est née dans le pays. La présence de populations nées dans les pays des Balkans (Bulgarie, Macédoine…) concerne essentiellement des personnes se définissant comme Turcs par leur langue maternelle, leur religion et/ou leur appartenance ethnique, et qui ont gagné la Turquie à diverses périodes (Muhadjir à la fin de l'empire ottoman, réfractaires à la bulgarisation forcée, réfugiés de l'ex-Yougoslavie).

### Situation des minorités religieuses
Sur le plan religieux, la majorité de la population est (au moins nominalement) musulmane sunnite, mais la Turquie compte également environ 12-13 millions d'alévis. Ceux-ci sont généralement considérés comme des musulmans hétérodoxes mais un grand nombre d'entre eux ne s'estime pas musulman. Ils sont majoritairement turcs mais aussi kurdes. On dénombre aussi 500 000 à 1 500 000 chiites (souvent azéris), surtout dans la région d'Iğdır, proche des frontières avec l'Arménie, l'Azerbaïdjan (Nakhitchevan) et l'Iran, et un nombre indéterminé (100 000 ?) d'Alaouites arabophones ou turcophones dans les régions de Hatay (ex-sandjak d'Alexandrette), Adana et Mersin (ex-Cilicie).
Les observateurs peuvent noter que :
- Il existe une case « religion » (din) sur la carte d'identité (Nüfus Cuzdani) qu'on peut laisser vierge ou mettre : Müslüman (islam), Rum ortodoks (Église orthodoxe), Ermeni (chrétien arménien), Hristyan (autre chrétien : Keldani, Nasturi ou Süryani par exemple), Musevi ou Dönme. Jusqu'en 2006, il fallait indiquer dans la case une des religions précitées mais depuis 2006, l'État turc permet de laisser la case vierge[42]. En 2010, la Cour européenne des droits de l'homme demande à la Turquie de retirer cette case[42].
- Contrairement à la quasi-totalité[réf. nécessaire] des autres pays à majorité musulmane, il est socialement et juridiquement[réf. nécessaire] possible de se dire athée (dinsiz, « sans religion ») en Turquie, mais les écoles publiques comportent un cours de religion musulmane sunnite dans le cursus général et obligatoire sauf pour les élèves des trois minorités reconnues (Grecs orthodoxes, Arméniens apostoliques et Juifs). Un parent alévi n'a pas eu gain de cause en justice en contestant le caractère obligatoire de ces cours[43].
- Il existe une fondation (waqf) religieuse, laTürk Diyanet Vakfi qui forme aux frais de l'État des imams et des enseignants de religion dans des écoles professionnelles spécifiques (les lycées İmam hatip) et en envoie certains dans ses succursales (dirigées par des fonctionnaires consulaires) à travers le monde, là où existent des communautés musulmanes turcophones. Cependant, il n'existe qu'une Diyanet pour les musulmans sunnites, même si certains Alévis ont récemment demandé la création d'une Diyanet alévie[44]. Les demandes de permis de bâtir pour les temples alévis (cem - lire djem) sont régulièrement refusés, celles pour des mosquées chiites sont acceptées, mais non financées par la Diyanet[43].
- Seules trois minorités religieuses sont reconnues officiellement, conformément au Traité de Lausanne du 24 juillet 1923, et ont donc le droit de maintenir des écoles spécifiques : les Grecs orthodoxes (sous l'égide du Patriarcat œcuménique de Constantinople), les Arméniens apostoliques (sous l'égide du Patriarcat arménien de Constantinople) et les Juifs.
- Voir aussi Église orthodoxe turque, Sabbatéens.

## Immigration
|                                    | 2011       | 2015       | 2019       | 2020       | 2021       | 2022       | 2023       |
| ---------------------------------- | ---------- | ---------- | ---------- | ---------- | ---------- | ---------- | ---------- |
| Population totale                  | 74 526 000 | 78 741 053 | 83 154 997 | 83 614 362 | 84 680 273 | 85 279 553 | 85 372 377 |
| Turquie                            | 73 569 000 | 77 148 616 | 80 486 403 | 81 004 380 | 81 538 922 | 82 036 870 | 82 369 143 |
| Population totale née à l'étranger | 957 000    | 1 592 437  | 2 668 594  | 2 609 982  | 3 141 351  | 3 242 683  | 3 003 234  |
| Bulgarie                           | 409 000    | 378 658    | 361 904    | 365 093    | 358 458    | 351 654    | 344 599    |
| Allemagne                          | 156 000    | 263 318    | 292 437    | 316 630    | 330 285    | 337 201    | 333 656    |
| Syrie                              | 6 000      | 76 400     | 217 901    | 225 371    | 276 867    | 304 126    | 293 179    |
| Irak                               | 9 000      | 97 500     | 313 806    | 285 668    | 327 932    | 284 904    | 229 276    |
| Afghanistan                        | 16 000     | 38 692     | 142 423    | 153 878    | 180 480    | 186 282    | 167 428    |
| Iran                               | 9 000      | 36 200     | 108 547    | 89 430     | 154 965    | 151 348    | 138 994    |
| Russie                             | 13 000     | 34 486     | 56 974     | 64 327     | 86 783     | 161 503    | 126 868    |
| Turkménistan                       | 5 000      | 24 937     | 136 881    | 97 261     | 130 294    | 123 592    | 118 211    |
| Azerbaïdjan                        | 25 000     | 52 836     | 97 847     | 84 960     | 107 104    | 110 248    | 113 905    |
| Ouzbékistan                        | 18 000     | 36 083     | 77 968     | 72 697     | 109 909    | 105 993    | 101 645    |
| Kazakhstan                         | 12 000     | 21 546     | 36 216     | 41 112     | 58 757     | 67 888     | 67 900     |
| Ukraine                            | 5 000      | 20 547     | 29 793     | 28 970     | 35 921     | 63 797     | 55 327     |
| Arabie saoudite                    | 5 000      | 14 573     | 53 239     | 49 813     | 55 650     | 58 872     | 55 312     |
| France                             | 10 000     | 28 507     | 37 524     | 39 543     | 45 956     | 46 433     | 40 657     |
| Pays-Bas                           | 9 000      | 32 345     | 35 655     | 38 628     | 41 477     | 42 223     | 40 428     |
| Kirghizistan                       | 4 000      | 17 235     | 32 689     | 29 215     | 39 517     | 39 415     | 38 401     |
| Royaume-Uni                        | 8 000      | 32 140     | 33 367     | 34 582     | 36 952     | 38 115     | 36 360     |
| Belgique                           | 5 000      | 26 531     | 29 489     | 31 629     | 35 314     | 36 716     | 35 293     |
| Macédoine du Nord                  | 83 000     | 43 400     | 38 791     | 38 665     | 37 499     | 36 574     | 35 233     |
| Égypte                             | 5 067      | 25 625     | 31 656     | 27 323     | 36 488     | 38 921     | 35 140     |
| Grèce                              | 33 000     | 26 928     | 29 614     | 30 830     | 30 565     | 30 893     | 30 957     |
| États-Unis                         | 11 000     | 24 026     | 26 614     | 27 490     | 30 338     | 30 922     | 29 751     |
| Autriche                           | 6 000      | 18 609     | 24 172     | 26 165     | 27 708     | 28 490     | 28 491     |
| Chypre du Nord                     |            |            | 24 593     | 26 443     | 27 199     | 28 084     | 27 854     |
| Chine                              | 2 000      | 12 426     | 20 776     | 22 820     | 26 483     | 25 499     | 24 878     |
| Libye                              | 2 000      | 16 442     | 28 044     | 23 787     | 30 212     | 28 067     | 22 419     |
| Géorgie                            | 5 000      | 25 019     | 29 285     | 24 002     | 27 986     | 24 014     | 21 561     |
| Maroc                              |            |            | 15 952     | 14 741     | 23 411     | 22 002     | 21 071     |
| Yémen                              |            |            | 14 778     | 13 237     | 17 283     | 19 142     | 17 610     |
| Jordanie                           |            |            | 17 261     | 14 066     | 22 130     | 21 499     | 16 951     |
| Pakistan                           |            |            | 9 430      | 9 391      | 19 567     | 19 056     | 16 805     |
| Palestine                          |            |            | 14 737     | 13 299     | 21 089     | 19 830     | 16 537     |
| Suisse                             | 8 000      | 13 453     | 14 743     | 15 530     | 16 138     | 16 249     | 15 625     |
| Moldavie                           | 5 000      | 13 472     | 14 860     | 14 421     | 16 087     | 15 961     | 15 338     |
| Liban                              |            |            | 8 434      | 10 148     | 18 395     | 18 110     | 14 334     |
| Somalie                            |            |            | 16 959     | 27 877     | 20 530     | 15 338     | 13 527     |
| Indonésie                          |            |            | 6 500      | 5 947      | 10 957     | 12 066     | 13 113     |
| Algérie                            |            |            | 10 462     | 7 614      | 12 701     | 14 704     | 13 008     |
| Koweït                             |            |            | 9 591      | 9 134      | 12 559     | 13 580     | 12 083     |
| Soudan                             |            |            | 3 366      | 3 233      | 9 136      | 11 366     | 10 934     |
| Serbie et Monténégro               | 9 000      | 9 201      | 8 691      | 11 850     | 11 408     | 10 911     | 10 528     |
| Roumanie                           | 10 000     | 9 512      | 8 914      | 10 302     | 10 551     | 10 352     | 10 028     |

En 2019, les principaux pays d'origine des immigrés en Turquie sont : le Turkménistan (+ 65 936), la Syrie (+ 35 139), l'Afghanistan (+ 30 438), l'Irak (+ 25 198) et l'Iran (+ 24 347),.

### Estimation de la population immigrée
|                              | 2019       |
| ---------------------------- | ---------- |
| Population totale en Turquie | 82 003 882 |
| Population immigrée totale   | 5 876 829  |
| Syrie                        | 3 743 494  |
| Bulgarie                     | 652 900    |
| Allemagne                    | 371 430    |
| Irak                         | 230 277    |
| Macédoine du Nord            | 195 449    |
| Iran                         | 83 183     |
| Grèce                        | 80 407     |
| Pays-Bas                     | 29 630     |
| Roumanie                     | 28 155     |
| Russie                       | 26 967     |
| Royaume-Uni                  | 25 680     |
| Azerbaïdjan                  | 22 792     |
| France                       | 21 690     |
| Autriche                     | 19 463     |
| États-Unis                   | 18 435     |
| Afghanistan                  | 18 390     |
| Chypre                       | 14 107     |
| Suisse                       | 14 077     |
| Belgique                     | 11 881     |
| Ouzbékistan                  | 10 813     |
| Géorgie                      | 8 837      |
| Suède                        | 7 240      |
| Kazakhstan                   | 6 781      |
| Arabie saoudite              | 5 971      |
| Ukraine                      | 5 672      |
| Norvège                      | 4 823      |
| Pologne                      | 4 635      |
| Danemark                     | 4 567      |
| Albanie                      | 4 495      |
| Libye                        | 4 167      |
| Australie                    | 3 984      |
| Italie                       | 3 857      |
| Israël                       | 3 690      |
| Bosnie-Herzégovine           | 3 212      |
| Moldavie                     | 3 165      |
| Somalie                      | 2 942      |
| Turkménistan                 | 2 758      |
| Japon                        | 2 715      |
| Kirghizistan                 | 2 662      |
| Chine                        | 2 385      |
| Finlande                     | 2 267      |
| Canada                       | 1 934      |
| Espagne                      | 1 640      |
| Pakistan                     | 1 579      |
| République tchèque           | 1 537      |
| Liban                        | 1 534      |
| Jordanie                     | 1 241      |
| Nigeria                      | 1 189      |
| Arménie                      | 1 076      |
| Égypte                       | 1 065      |
| Palestine                    | 1 000      |

### Population par nationalité en Turquie
|                              | 2015       | 2018       | 2020       | 2021       | 2022       |
| ---------------------------- | ---------- | ---------- | ---------- | ---------- | ---------- |
| Population Totale en Turquie | 77.695.904 | 80.810.525 | 83.614.362 | 84.680.273 | 85.279.553 |
| Turquie                      | 77.177.625 | 79.891.464 | 82.280.952 | 82.888.237 | 83.455.717 |
| Population étrangère totale  | 518.279    | 919.061    | 1.333.410  | 1.792.036  | 1.823.836  |
| Irak                         | 47.219     | 201.082    | 281.074    | 322.015    | 275.305    |
| Afghanistan                  | 33.569     | 79.640     | 158.252    | 183.567    | 186.160    |
| Russie                       | 21.599     | 24.254     | 43.679     | 66.786     | 151.049    |
| Iran                         | 21.900     | 44.943     | 68.561     | 128.883    | 117.026    |
| Turkménistan                 | 18.418     | 42.841     | 91.218     | 123.965    | 116.447    |
| Allemagne                    | 63.183     | 77.224     | 92.284     | 102.592    | 110.453    |
| Syrie                        | 50.903     | 64.586     | 88.907     | 104.554    | 99.360     |
| Azerbaïdjan                  | 30.205     | 51.564     | 48.495     | 68.562     | 68.884     |
| Ouzbékistan                  | 10.964     | 31.593     | 36.510     | 71.145     | 61.754     |
| Ukraine                      | 12.936     | 18.684     | 17.505     | 23.377     | 50.357     |
| Kazakhstan                   | 11.853     | 12.586     | 23.645     | 39.454     | 45.350     |
| Égypte                       | 2.735      | 14.546     | 25.475     | 34.162     | 33.040     |
| Palestine                    | 2.526      | 8.264      | 17.915     | 28.027     | 26.278     |
| Kirghizistan                 | 10.575     | 18.562     | 18.019     | 26.541     | 24.485     |
| Jordanie                     | 1.526      | 5.303      | 14.260     | 23.656     | 22.733     |
| Libye                        | 6.168      | 15.810     | 18.607     | 24.188     | 21.677     |
| Autriche                     | 10.453     | 14.362     | 18.047     | 19.900     | 21.311     |
| Somalie                      | 4.202      | 3.365      | 17.245     | 28.081     | 20.906     |
| Yémen                        | 1.276      | 7.069      | 14.927     | 18.094     | 19.099     |
| Maroc                        | 2.283      | 5.503      | 12.122     | 20.520     | 18.482     |
| Royaume-Uni                  | 14.883     | 10.263     | 13.985     | 16.440     | 17.193     |
| Chine                        | 8.298      | 12.440     | 18.740     | 20.486     | 16.880     |
| Bulgarie                     | 9.153      | 8.445      | 14.195     | 15.426     | 16.612     |
| Pakistan                     | 1.980      | 3.711      | 7.248      | 17.290     | 16.505     |
| Géorgie                      | 19.091     | 23.246     | 15.661     | 19.276     | 14.680     |
| Grèce                        |            |            | 12.137     | 12.569     | 13.583     |
| Nigeria                      | 1.714      | 4.437      | 7.120      | 12.920     | 12.928     |
| États-Unis                   | 8.897      | 6.861      | 9.032      | 12.773     | 12.793     |
| Liban                        |            | 1.641      | 5.943      | 13.242     | 12.430     |
| Algérie                      | 806        | 2.664      | 5.914      | 10.698     | 12.248     |
| Soudan                       |            | 1.492      | 3.193      | 9.538      | 11.613     |
| Indonésie                    | 2.438      | 3.869      | 5.226      | 10.219     | 11.280     |
| Pays-Bas                     | 5.287      | 5.166      | 6.550      | 7.686      | 8.104      |
| Tadjikistan                  | 1.221      | 3.091      | 3.626      | 7.965      | 7.153      |
| Moldavie                     | 7.028      | 9.213      | 6.295      | 7.546      | 6.790      |
| Koweït                       |            | 561        | 3.559      | 5.498      | 6.190      |
| Éthiopie                     |            | 1.322      | 2.936      | 6.633      | 6.165      |
| Tunisie                      |            | 1.859      | 2.961      | 6.033      | 6.075      |
| Biélorussie                  | 1.110      | 2.095      | 2.412      | 3.873      | 5.169      |
| Inde                         | 1.150      | 4.131      | 1.965      | 3.092      | 4.669      |
| France                       | 3.782      | 3.047      | 3.181      | 4.294      | 4.526      |
| Philippines                  | 1.648      | 3.159      | 3.238      | 4.006      | 3.992      |
| Suède                        |            | 1.393      | 2.517      | 3.919      | 3.987      |
| Canada                       |            | 1.273      | 2.267      | 3.705      | 3.758      |
| Danemark                     | 2.597      | 2.584      | 3.148      | 3.552      | 3.667      |
| Sénégal                      |            |            | 1.450      | 2.698      | 3.445      |
| Arabie saoudite              |            |            |            | 1.862      | 3.031      |

Source :https://ec.europa.eu/eurostat/fr/data/database
https://data.tuik.gov.tr/Bulten/Index?p=The-Results-of-Address-Based-Population-Registration-System-2021-45500